# Nan-sous-Thil
Nan-sous-Thil település Franciaországban, Côte-d’Or megyében. Lakosainak száma 169 fő (2022. január 1.). Nan-sous-Thil Roilly, Précy-sous-Thil, Vic-sous-Thil, Brianny, Clamerey, Fontangy és Marcigny-sous-Thil községekkel határos.

## Népesség
A település népességének változása:
| Lakosok száma | 249  | 185  | 164  | 181  | 201  | 190  | 185  | 182  | 178  | 169  |
|               | 1968 | 1982 | 1990 | 2006 | 2013 | 2015 | 2017 | 2019 | 2020 | 2022 |